# Granbergsbranten
Granbergsbranten är ett naturreservat i Bodens kommun i Norrbottens län.
Området är naturskyddat sedan 2009 och är 0,6 kvadratkilometer stort. Reservatet omfattar Granbergets nord- och nordostsluttning och består av blandskog med främst gran och lövträd.  